# Marscheid

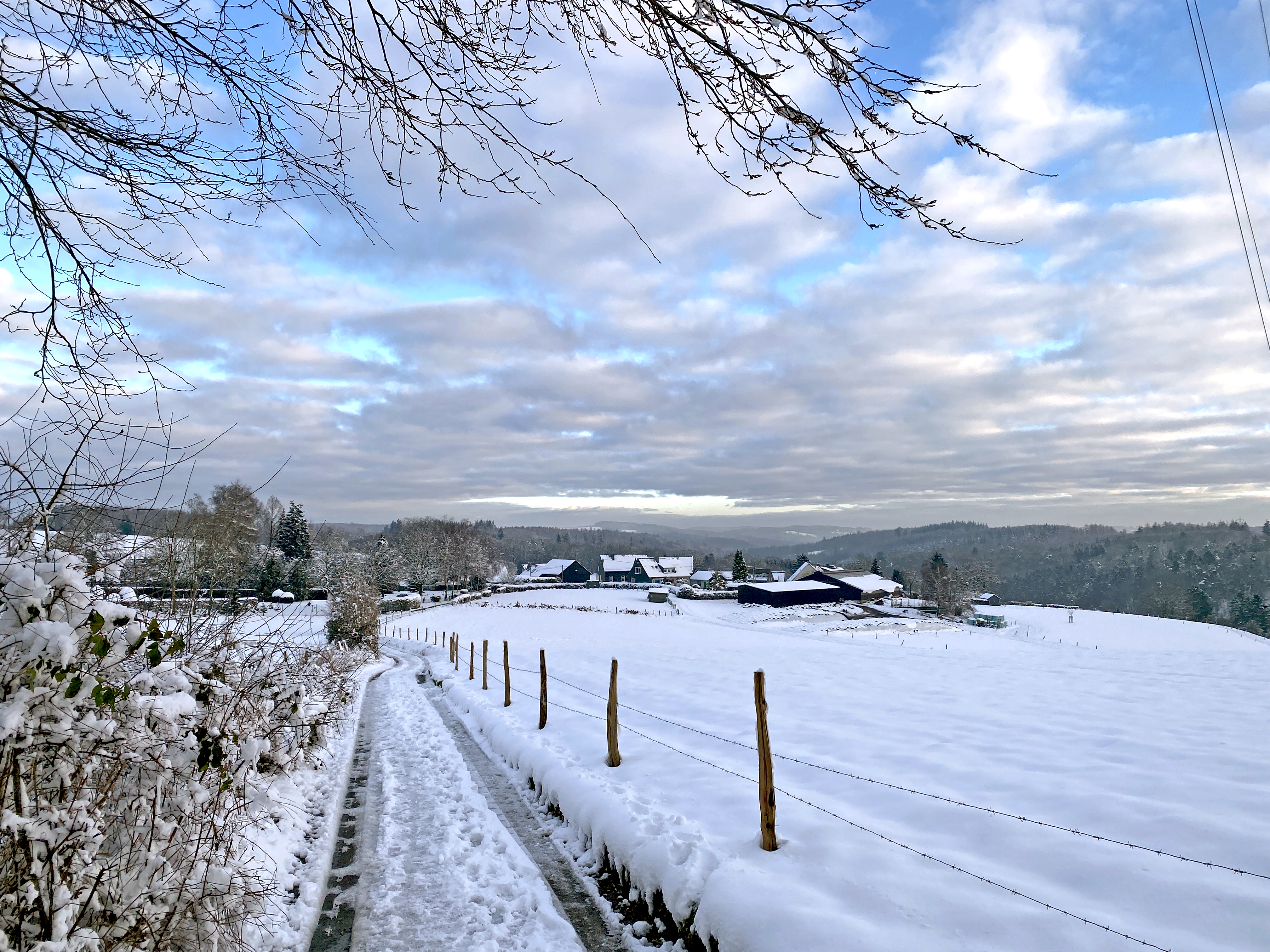
Weg von Linde nach Marscheid

Marscheid ist ein Weiler im Wuppertaler Wohnquartier Erbschlö-Linde im Stadtbezirk Ronsdorf. Eine gleichnamige Straße wurde nach dem Weiler benannt.

## Geografie
Der von agrarisch genutzten Flächen umgebene Ort liegt auf einem Höhenzug auf 288 m ü. NHN östlich des Blombachtals und westlich des Marscheider Bachtals. Auf halber Höhe zum Bach befindet sich die angegliederte Einzellage Trotzhaus, die heute aus lediglich einem einzelnen Wohnhaus besteht. Die Landesstraße 58 (ehemals Bundesstraße 51) führt östlich am Ort vorbei, die über die Blombachtalbrücke kommende Landesstraße 419 endet in Höhe des Ortes an der Landesstraße 58.
Nördlich des Ortes erstreckt sich bis hinab in das Tal der Wupper der Staatsforst Marscheider Wald. Auch die Erhebung Marscheider Berg befindet sich nördlich des Ortes.

## Naturschutz
Das Naturschutzgebiet Marscheider Bachtal, dass sich östlich von Marscheid von der Grenze zu Remscheid bei Luckhausen bis zur Wupper erstreckt, steht seit 1989 mit einer Flächengröße von 36 ha in Wuppertal unter Schutz.

## Bevölkerung
Im Marscheid leben 69 Menschen (Stand 2007).

## Etymologie
Der Name Marscheid (1466 Marscheyd, 1471 Marscheidt) wird als Sumpffläche (maar) an einer Grenze (scheid) gedeutet. Nicht unwahrscheinlich steht aber -scheid (‚Wasserscheide‘) für den Höhenzug zwischen den beiden Bachtälern, auf dem Marscheid liegt. Auch ist eine Deutung als Markscheide, also ‚Grenzort‘, denkbar.

## Geschichte
Die erste urkundliche Erwähnung Marscheids stammt aus dem Jahr 1360. Es gehörte zur Honschaft Erbschlö im Kirchspiel Lüttringhausen. Bis 1407 gehörten der Hof und die Honschaft zum bergischen Amt Bornefeld, sie gingen in diesem Jahr aber an das Amt Beyenburg über. Die Amtsgrenze zum kurkölnischen, später märkischen Schwelm entlang der Wupper wurde durch zwei Linien der bergischen Landwehr gesichert, wovon die Elberfelder Linie unmittelbar nördlich des Weilers verlief. Bereits 1710 werden acht Häuser in Blombach gezählt.
Auf der Topographia Ducatus Montani des Erich Philipp Ploennies aus dem Jahre 1715 ist der Hof als Maschet verzeichnet. Auf der Topographischen Aufnahme der Rheinlande von 1824 ist ein Ort als Maarscheid verzeichnet, auf der Preußischen Uraufnahme von 1843 als Marscheid.
Auch 1832 war Marscheid Titularort der Marscheider Rotte des ländlichen Außenbezirks der Stadt Ronsdorf. Der laut der Statistik und Topographie des Regierungsbezirks Düsseldorf als Dorf kategorisierte Ort besaß zu dieser Zeit 17 Wohnhäuser und acht landwirtschaftliche Gebäude. Zu dieser Zeit lebten 143 Einwohner im Ort, 23 katholischen und 120 evangelischen Glaubens. Im Gemeindelexikon für die Provinz Rheinland von 1888 werden 15 Wohnhäuser mit 122 Einwohnern angegeben.

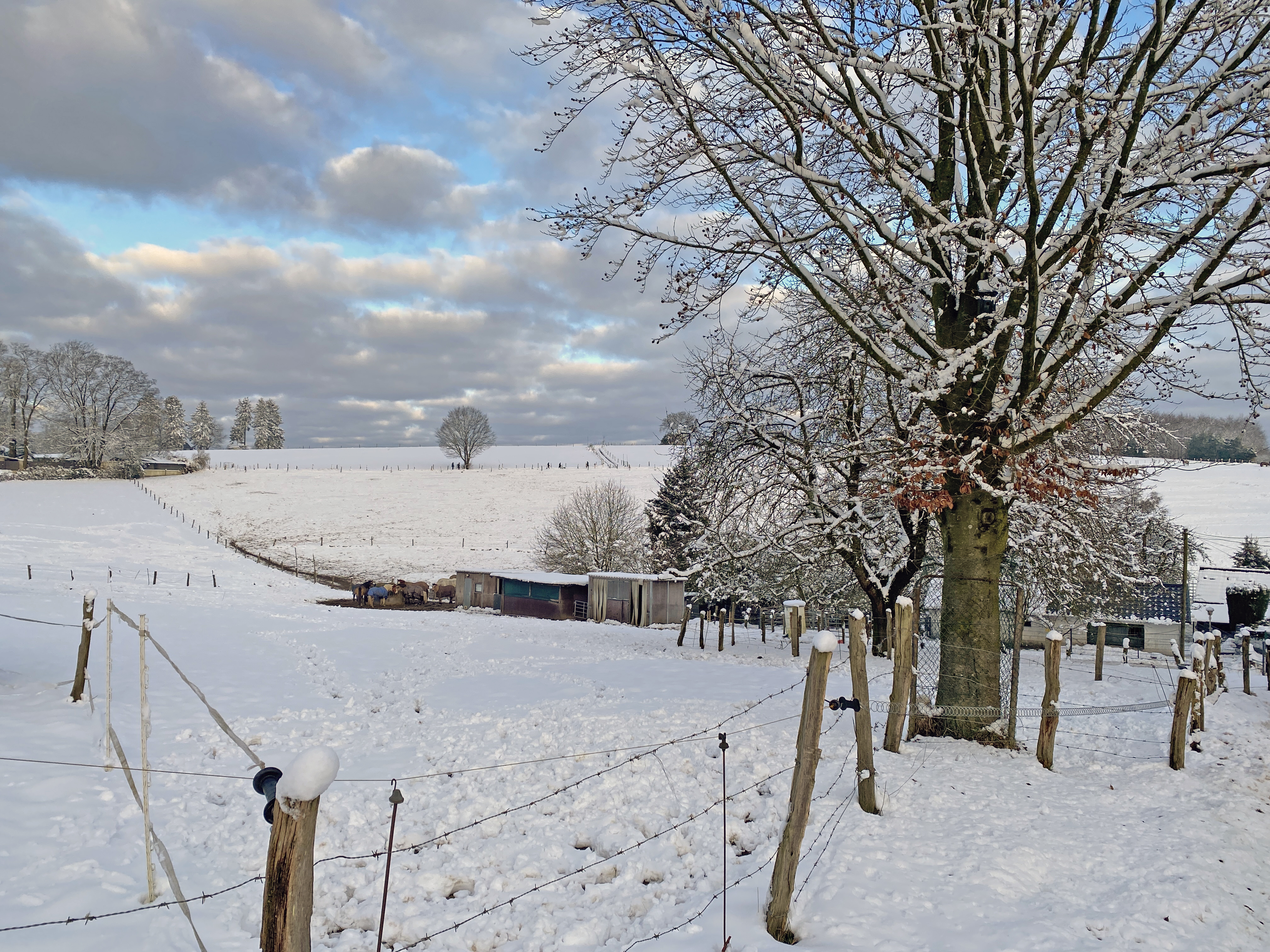
Pferdeweiden nordwestlich Marscheid
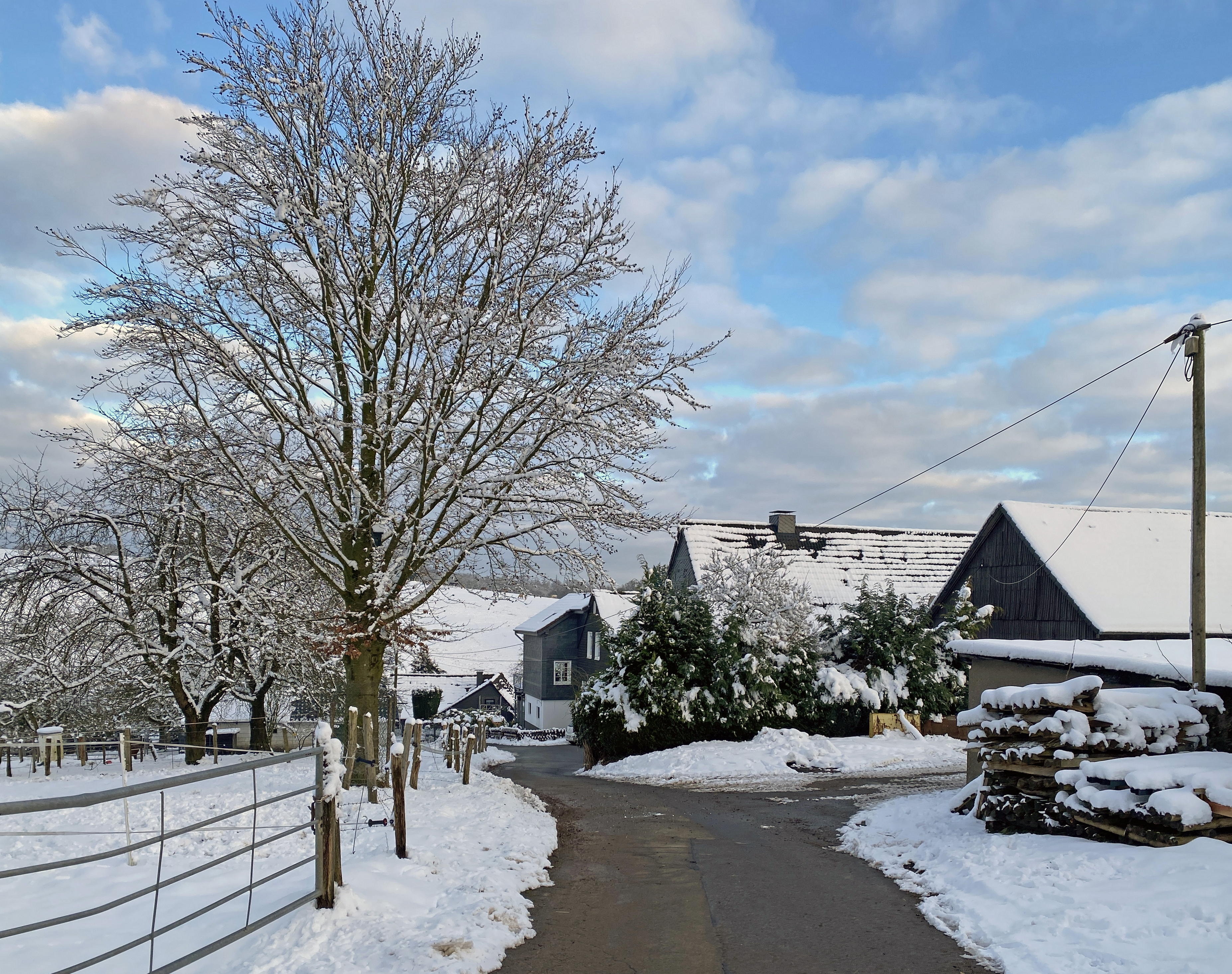
Marscheid 1 und 2
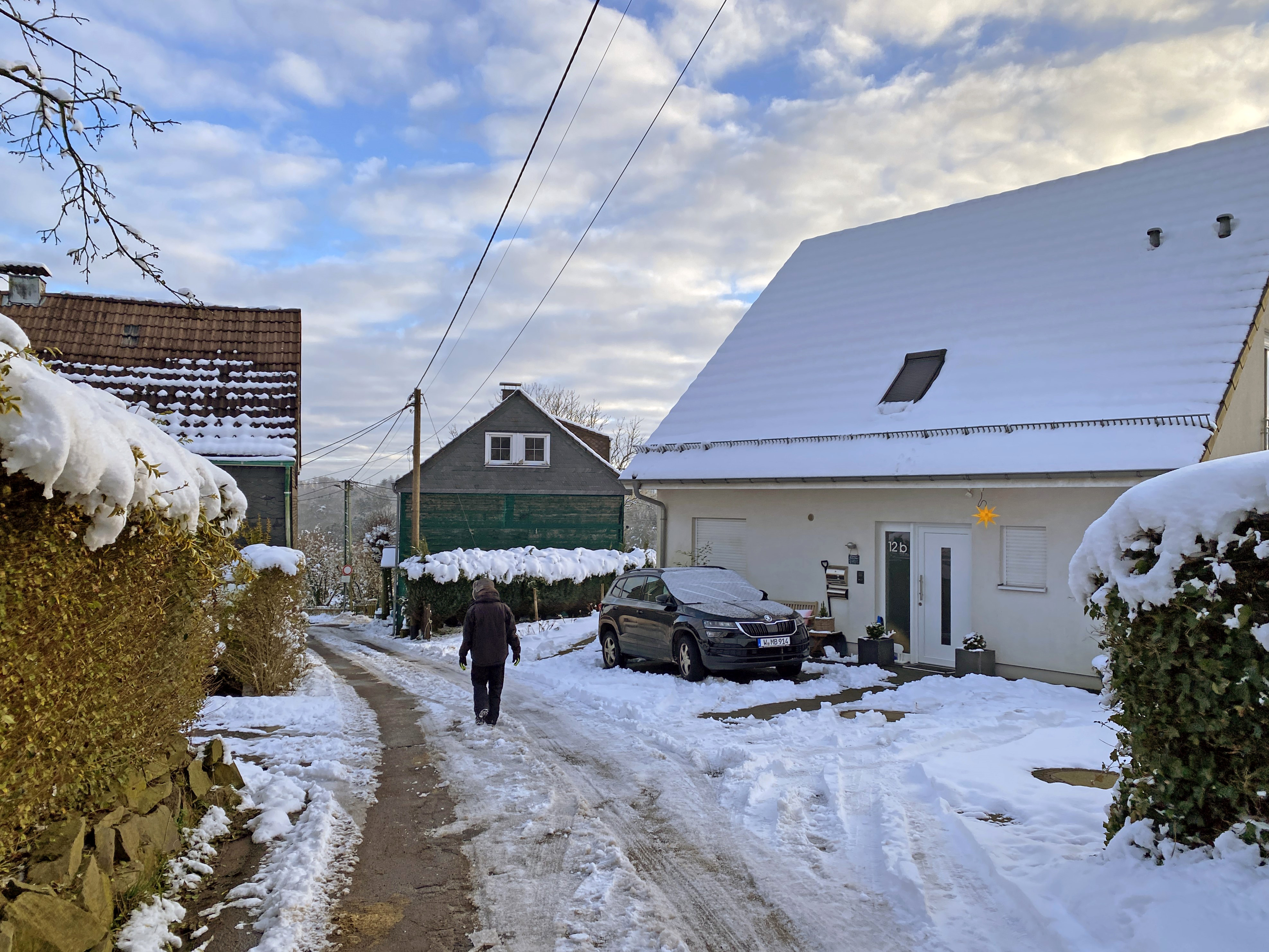
Dorfstraße in Marscheid
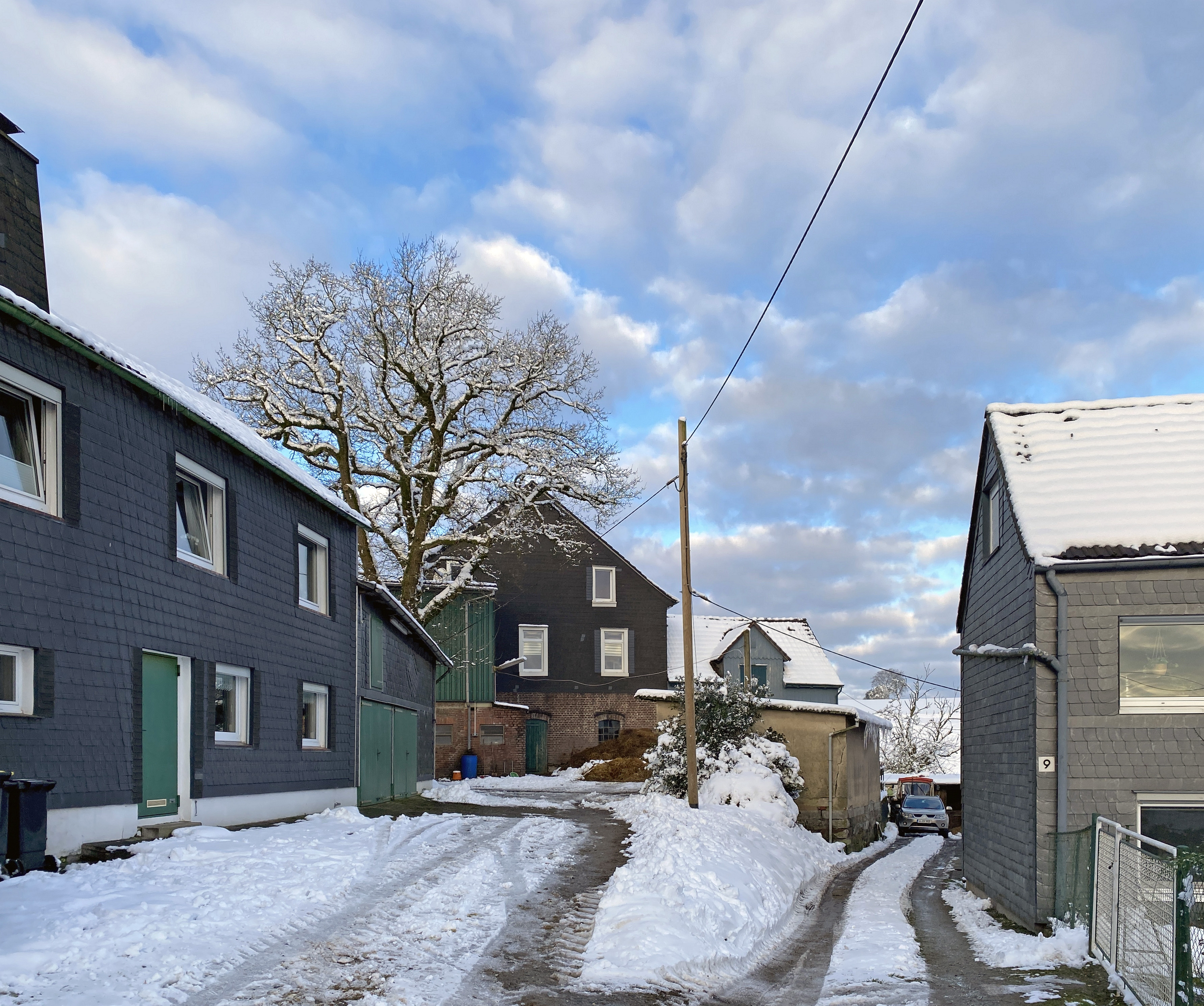
Marscheid 7, 9 und 11
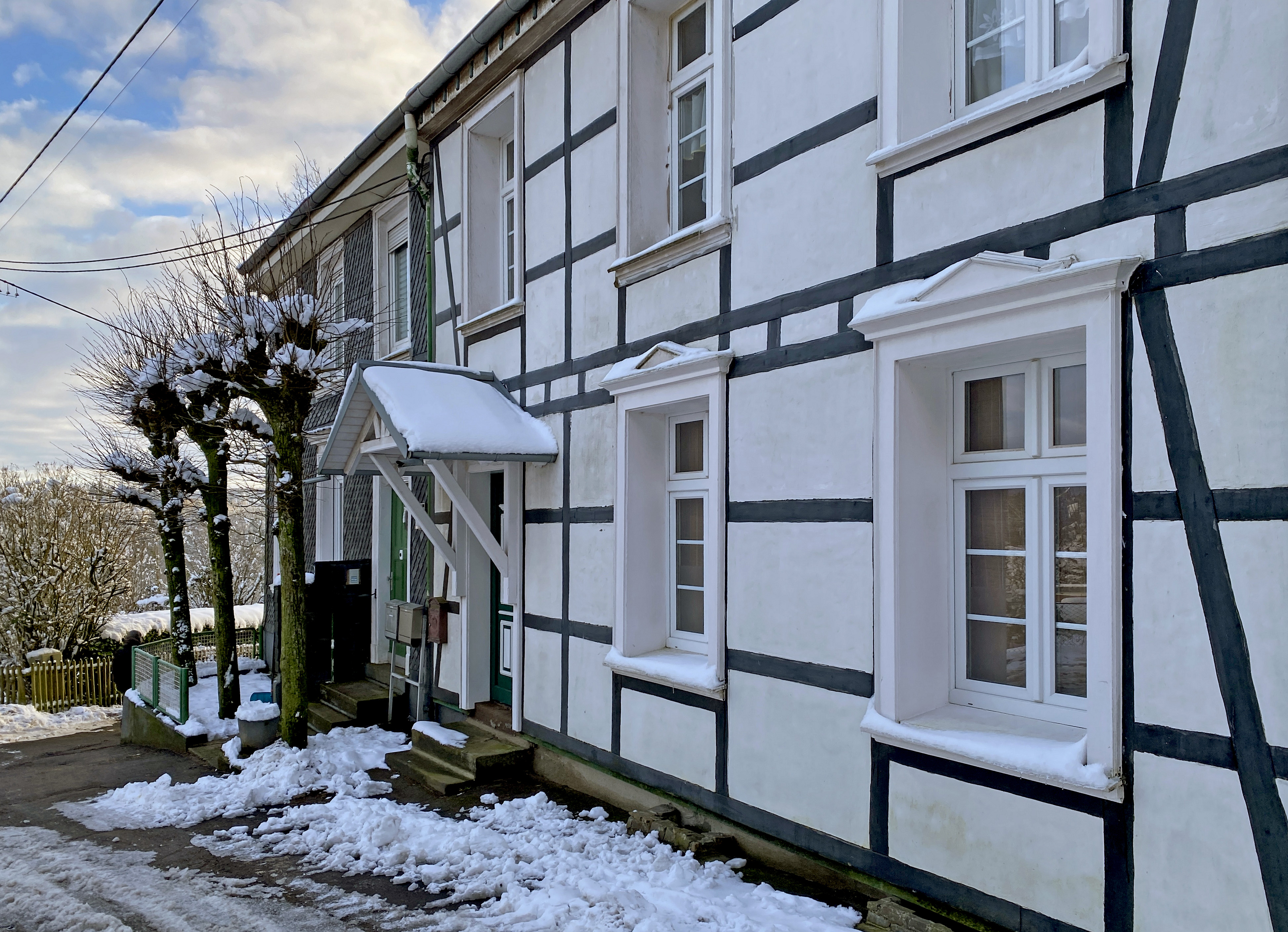
Marscheid 12/13
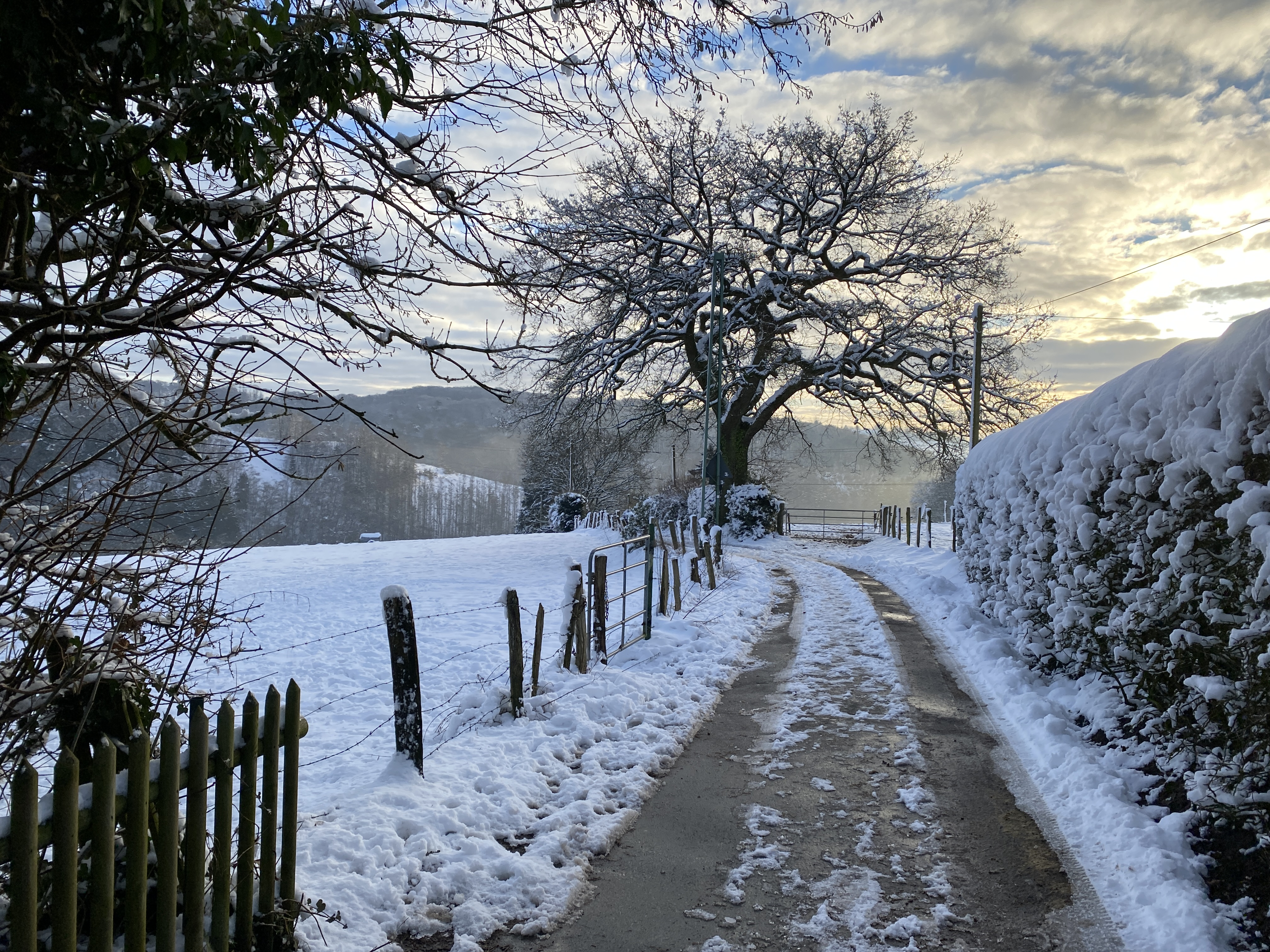
Weg ins Marscheider Bachtal